# Whiteman Air Force Base
Whiteman Air Force Base är en militär flygplats (IATA: SZL, ICAO: KSZL, FAA LID: SZL) tillhörande USA:s flygvapen som är belägen söder om U.S. Route 50 vid Knob Noster i Johnson County i delstaten Missouri.
Samtliga av de strategiska bombflygplanen med smygteknik och kärnvapenbärande förmåga av typen B-2 Spirit är baserade här.

## Historik
Basen skapades 1942 av United States Army Air Forces som Sedalia Glider Base för utbildning av piloter av glidflygplan av typen Waco CG-4. I december 1947 togs den ur drift och lades i malpåse.
1951, efter Koreakrigets utbrott, återuppväcktes basen och i oktober 1952 överfördes basen till 340th Bomb Wing vid Strategic Air Command. Förbättringar på rullbanan utfördes och förberedelser gjordes för att kunna ta emot flygplan av typ B-47 Stratojet och KC-97 Stratofreighter. Den första B-47:an landade i mars 1954. 3 december 1955 döptes basen om till Whiteman Air Force Base, till minne av löjtnant George A. Whiteman (1919-1941), en pilot i United States Army Air Corps från Missouri som förolyckades i attacken mot Pearl Harbor 1941.
1963 övergick Whiteman Air Force Bbase från att vara en bas för bombflyg till att istället husera interkontinentala ballistiska robotar (LGM-30 Minuteman) och 351st Strategic Missile Wing inrättades på plats den 1 februari samma år och den 1 september flyttade återstoden av 340th Bomb Wing till Bergstrom Air Force Base i Texas. På 1980-talet var basen den första som hade besättningar i robotsiloer med enbart kvinnor samt besättningar med blandad könstillhörighet.
Vid toppmötet i Reykjavik 1986 mellan USA:s president Ronald Reagan och Sovjetunionens generalsekreterare Michail Gorbatjov kom de båda ledarna överens att genomföra en neddragning av sina respektive kärnvapenstyrkor genom två fördrag: INF-avtalet och START I. Effekten av dessa två avtal var att de robotar som fanns vid Whiteman skulle på sikt avvecklas och därmed var basens framtiden osäker.
1987 meddelades det att flygvapnets nyaste bombflygstyp, B-2 Spirit, skulle få sin basering vid basen och den 17 december 1993 landade det första planet. 31 juli 1995 avvecklades slutligen 351st Missile Wing och dess tre skvadroner av robotstyrkor vid basen.

## Verksamhet
509th Bomb Wing, som ingår i Eighth Air Force (8 AF) och Air Force Global Strike Command (AFGSC) är basens värdförband. En del av B-2:orna flygs av 110th Bomb Squadron i 131st Bomb Wing som tillhör Missouris flygnationalgarde. 131st Bomb Wing är den enda förbandet i USA:s nationalgarde som är certifierad att genomföra nukelära operationer.
Andra flygvapenförband på Whiteman Air Force Base är 20th Attack Squadron (tillhörande Air Combat Command) som opererar drönare av typ MQ-9 Reaper samt reservförbandet 303rd Fighter Squadron som flyger A-10 Thunderbolt II. På Whiteman finns även en bataljon vid Missouris arménationalgarde som flyger attackhelikoptern AH-64 Apache samt flodbåtsförbandet Coastal Riverine Squadron 11 i USA:s flotta.

## Bildgalleri

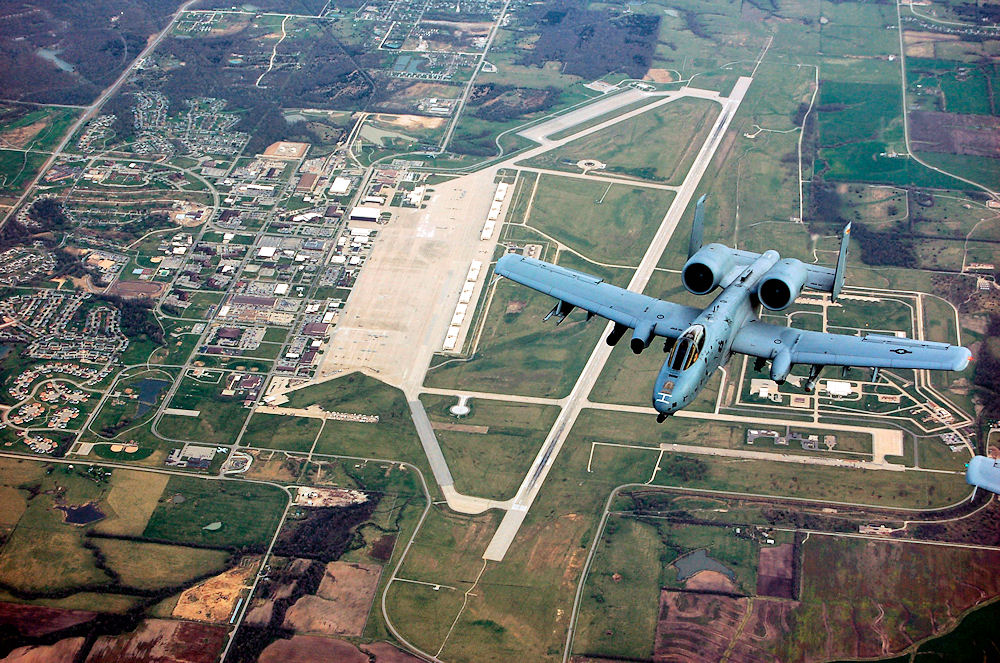
Whiteman Air Force Base från luften med en A-10 Thunderbolt II i förgrunden, 2009.
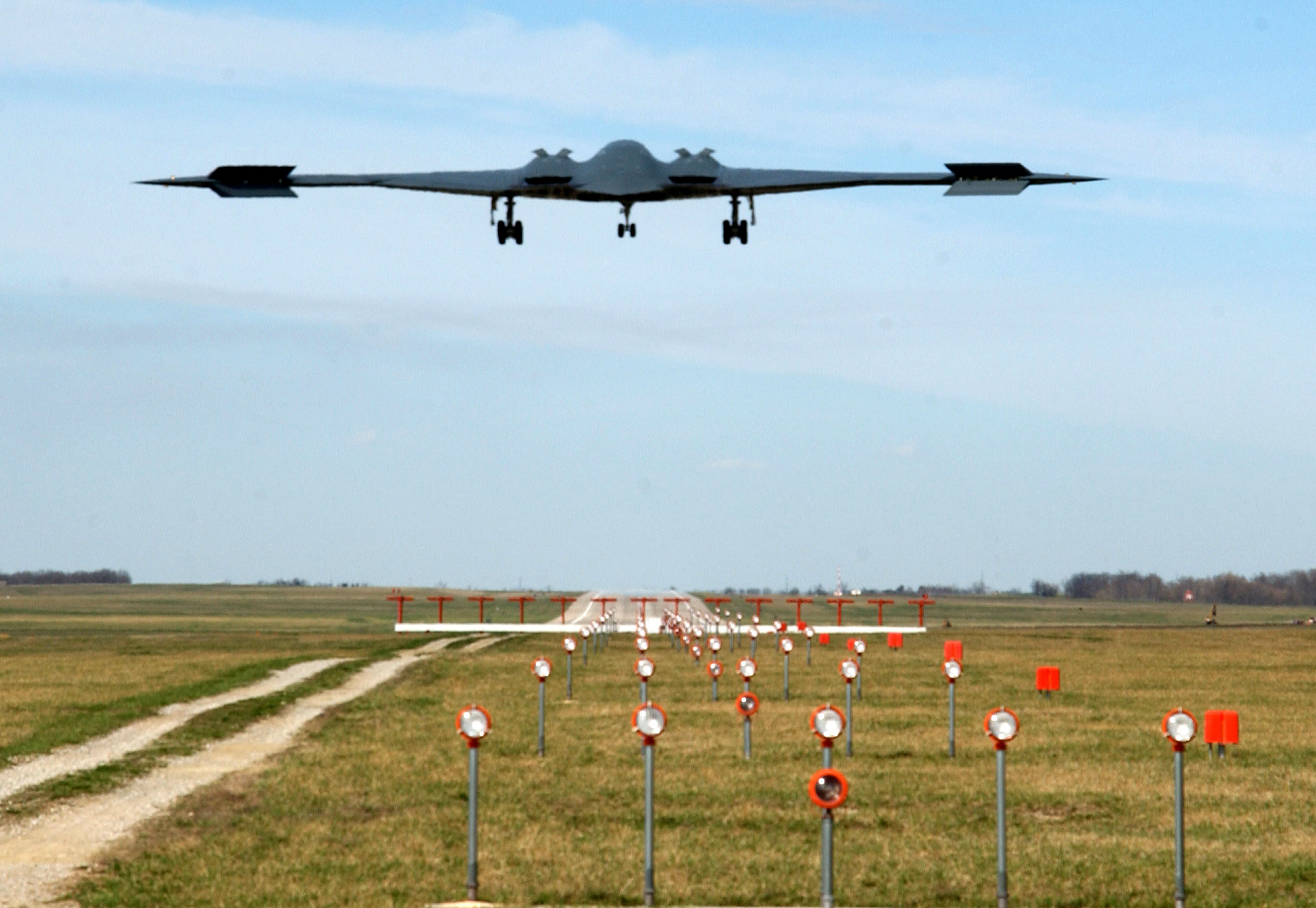
En B-2 Spirit återvänder till Whiteman Air Force Base från bombfällning i Irakkriget, 6 mars 2003.
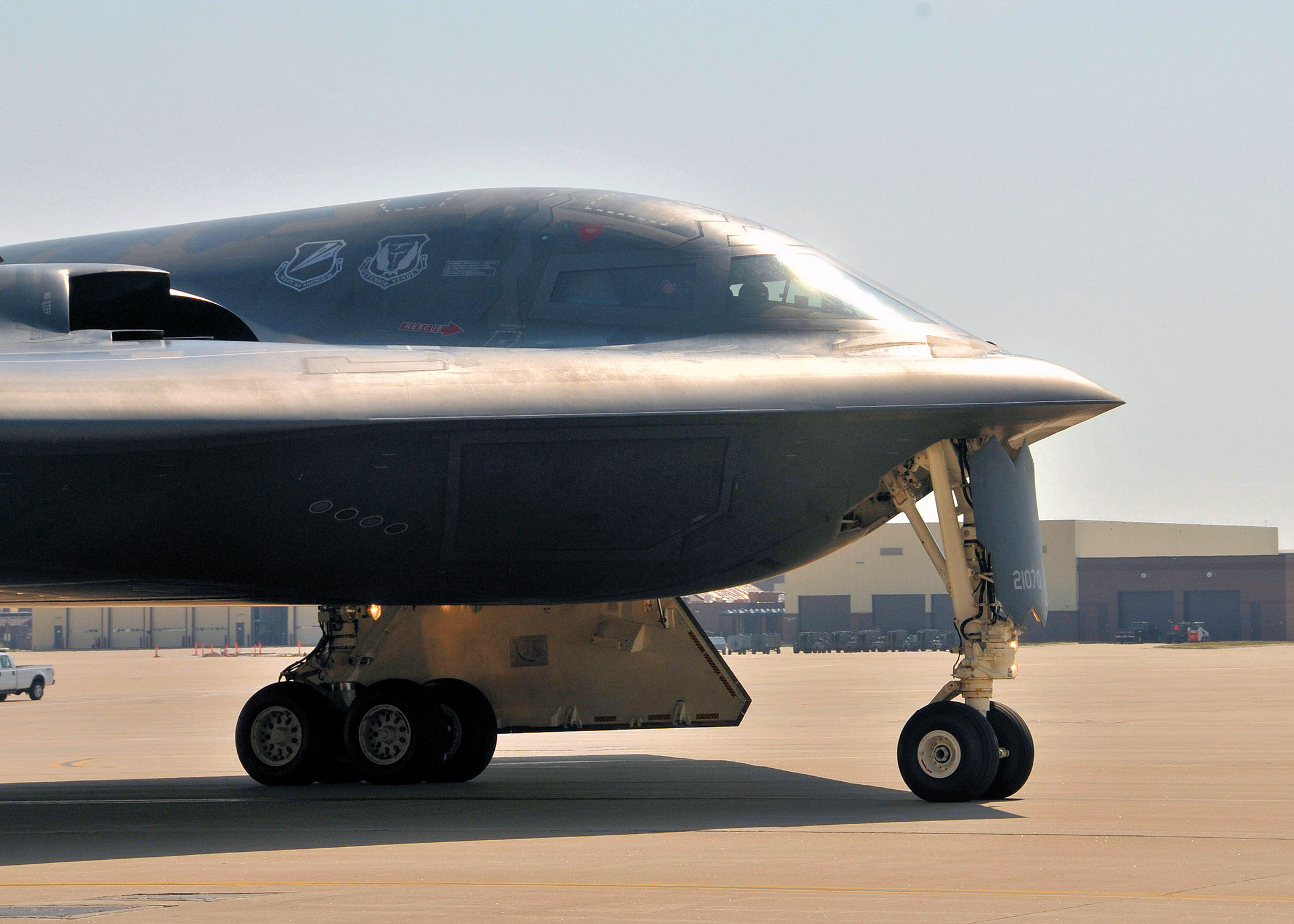
Flygplanet av typ B-2 med det individuella namnet "Spirit of Ohio", 27 juli 2012.
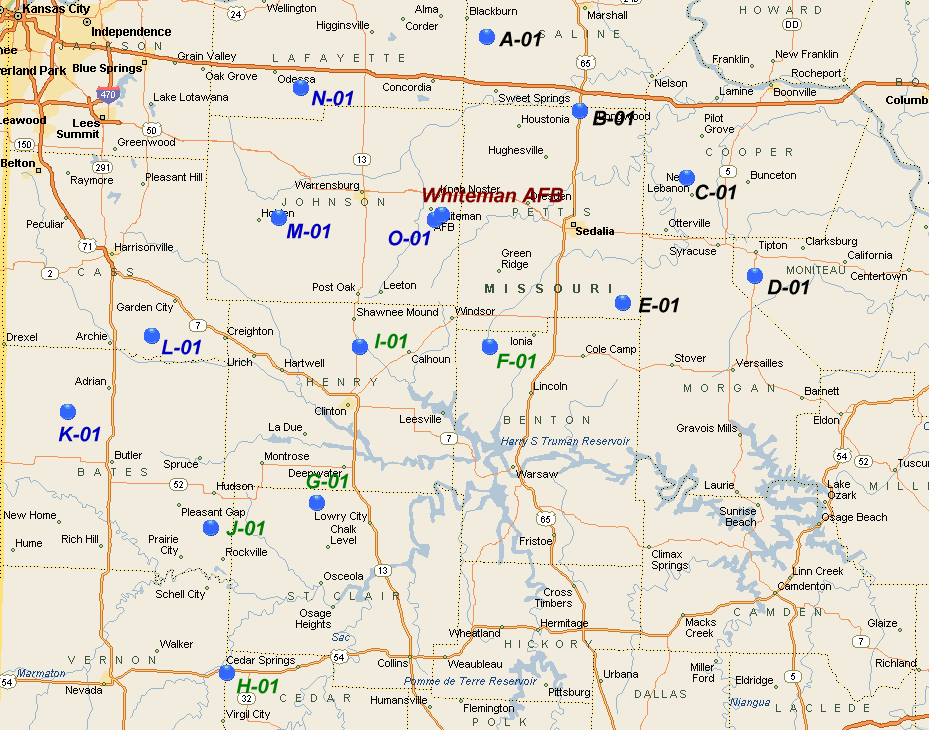
Karta över robotsiloer kring Whiteman Air Force Base som var i bruk mellan 1963 och 1995.